# Luis Alberto Gutiérrez
Luis Alberto Gutiérrez Herrera, né le 15 janvier 1985 à Santa Cruz, est un footballeur bolivien qui évolue au poste de défenseur.

## Carrière

### Club
Gutiérrez fait ses premières apparitions en 2003 pour l'Oriente Petrolero. La saison suivante, il s'impose et obtient un poste de titulaire au sein de l'équipe. Il fait encore quatre saisons avec Petrolero, toujours comme un élément majeur de la défense. 
En 2008, il est prêté à l'Hapoël Ironi Kiryat Shmona avec qui il fait une saison catastrophique, le club finissant dernier et relégué en division inférieure. Il revient à l'Oriente Petrolero où il devient capitaine de l'équipe. En 2010, il remporte son premier championnat de Bolivie.

### International
Il commence sa carrière internationale en 2007. Il est sélectionné pour la Copa América 2011. Il prend un carton jaune lors du premier match de la compétition contre l'Argentine et lors du second contre le Costa Rica. Il ne joue pas le dernier match du groupe et la Bolivie est éliminée.

## Palmarès
- Champion de Bolivie en 2010 avec l'Oriente Petrolero
- Champion de Bolivie en 2014 et 2015 avec le Club Bolivar